# Erik Andersen Brøndum
Erik Andersen Brøndum (5. november 1820 i Skagen – 7. maj 1890 i Skagen) var en dansk købmand og gæstgiver. Erik Brøndum var søn af Anders Eriksen Brøndum (1781-1835) og Ane Kirstine Madsdatter Houmann (1785-1858).
Efter faderens død rejste Erik til København i 1836 for at komme i lære hos en silkehandler. I 1839 arvede hans mor en købmandsgård efter sin stedfar, Chresten Jensen Degn (1760-1839), og hun kaldte sin eneste søn Erik hjem for at hjælpe sig med forretningen. Han giftede sig den 19. november 1847 med Anne Hedvig Sørensdatter Møller (1826–1916), og i 1850 overtog parret købmandsgården. I maj 1858 fik Erik Brøndum bevilling til at drive gæstgiveri, og han byggede købmandsgården om til formålet. Forretningen kaldtes herefter Brøndums købmandsgård og gæstgiveri og hermed var begyndelsen lagt til det navnkundige Brøndums Hotel.

## Efterkommere
- Agnes Kristine Brøndum (27. februar 1849 – 12. maj 1910), ugift
- Marie Sophie Brøndum (28. februar 1851 – 31. marts 1945), ugift
- Hulda Brøndum (14. juli 1853 – 24. februar 1935), ugift
- Chresten Degn Brøndum (1856–1932), ugift
- Anna Kirstine Brøndum (1859–1935), gift i 1880 med Michael Ancher
- Johan Henrik Brøndum (17. september 1862 – 28. juli 1918), ugift, styrmand hos DFDS